# ميكويان جوريفيتش ميج-9
الميكويان جيروفيتش ميج 9 (روسية:Микоян-Гуревич МиГ-9) (تسمية الناتو: فارجو Fargo) هي أول طائرة حربية سوفييتية نفاثة، طَوَّرهَا مكتب ميكويان جيروفيتش السوفييتي عقب انتهاء الحرب العالمية الثانية مباشرة.

## التطوير
طورت الميج-9 من النموذج الأولي I300 والتي طارت لأول مرة في 24 أبريل 1946 بواسطة الطيار «أليكسى جرينشك» وأصبحت أول طائرة سوفييتية نفاثة بفارق زمني بسيط جدا عن الطائرة الأخرى ياكوفليف ياك 15.

## مستخدمو الطائرة
- الاتحاد السوفييتي

## مواصفات الطائرة ميج 9

### الصفات العامة
- الطاقم: 1.
- الطول: 9.83 متر
- المسافة بين الجناحين: 10 متر.

- الارتفاع: 3.22 متر.
- مساحة الأجنحة: 18.20 متر².
- الوزن فارغة: 3,420 كغم.
- الوزن محملة: 4,965 كغم.
- الوزن الأقصى: 5,500 كغم.
- المحرك: محركين من نوع Kolesov RD-20، يصدر كل منهما 7.8 كيلو نيوتن.

### الأداء
- السرعة القصوى: ماخ 0.8، (910 كيلومتر/ساعة على ارتفاع 4500 متر).
- المدى: 800 كيلومتر
- أقصى ارتفاع: 13,000 متر.
- معدل الصعود: 19.4 متر/ثانية
- نسبة الطاقة/وزن: 0.40 كيلو وات/كغم

### التسليح
- 1 × 37 مم - مدفع من نوع نودلمان إن-37.
- 2 × 23 مم - مدفعين من نوع نودلمان-ريختر إن.أر-23.

### طائرات شبيهة
- ياك-23